# Bernhard Gallistl
Bernhard Gallistl (* 24. Februar 1948 in Altenmarkt a.d. Alz) ist ein deutscher Handschriftenbibliothekar und Klassischer Philologe.

## Leben und Wirken
Bernhard Gallistl studierte Klassische Philologie, Philosophie und Religionsgeschichte an den Universitäten Freiburg/Br. und Würzburg. Nach seinem Staatsexamen für den höheren Schuldienst 1975 promovierte er im Jahre 1979 an der Universität Zürich bei Walter Burkert. Als Bibliotheksreferendar an der Herzog-August-Bibliothek Wolfenbüttel trat er 1980 in die Ausbildung für den höheren Bibliotheksdienst und legte 1982 an der Fachhochschule für Bibliotheks- und Dokumentationswesen in Köln die Fachprüfung hierfür ab. Seither arbeitete er bis 2013 als Handschriftenbibliothekar an der Dombibliothek Hildesheim. 1986/87 war er beurlaubt zur Erforschung der Bibliothek der Villa Vigoni in Menaggio im Auftrag des Bundesministeriums für Bildung und Forschung. Er hatte außerdem Lehraufträge an der Universität Hildesheim und der Hochschule für angewandte Wissenschaft und Kunst Hildesheim/Holzminden/Göttingen inne.
In seinen wissenschaftlichen Veröffentlichungen beschäftigt sich Gallistl neben der Religion des antiken Griechenland vor allem mit kodikologischen und hagiographischen Themen. An belletristischen Arbeiten erschien 2008 sein Roman "Der Restaurator".

## Schriften (Auswahl)
- Der Restaurator, Moritzberg Verlag, Hildesheim 2008.
- Teiresias in den Bakchen des Euripides. Dissertation Universität Zürich 1979.
- Der Zagreus-Mythos bei Euripides. In: Würzburger Jahrbücher für die Altertumswissenschaft, Bd. 7 (1981), S. 235–252.
- Beispiele zur Geschichte der Handschriftenerschließung in Wolfenbüttel. In: Wolfenbütteler Beiträge, Bd. 6 (1983), S. 73–185.
- Die Bronzetüren Bischof Bernwards im Dom zu Hildesheim. Herder, Freiburg/Br. 1990, ISBN 3-451-21983-2.
- Die Bernwardssäule und die Michaeliskirche zu Hildesheim (= Veröffentlichungen des Landschaftsverbandes Hildesheim e.V., Bd. 3). Olms, Hildesheim 1993, ISBN 3-487-09755-9.
- Maske und Spiegel. Zur Maskenszene des Pompejaner Mysterienfrieses (= Studien zur Kunstgeschichte, Bd. 101). Olms, Hildesheim 1995, ISBN 3-487-10029-0.
- Die Dombibliothek zu Hildesheim und ihre Geschichte. In: Jochen Bepler (Hrsg.): Die Dombibliothek Hildesheim. Hildesheim 1996, S. 59–90, ISBN 3-7698-0882-7.
- Byzanz-Rezeption und Renovatio-Symbolik in der Kunst Bernwards von Hildesheim. In: Evangelos Konstantinou (Hrsg.): Byzanz und das Abendland im 10. und 11. Jahrhundert. Böhlau, Köln 1997, S. 129–160, ISBN 3-412-13595-X.
- Ein Herrscherbild im Reichenauer Orationale der Hildesheimer Dombibliothek? In: Wolfenbütteler Notizen zur Buchgeschichte, Bd. 23 (1998), S. 97–131.
- La porta di bronzo di Bernward da Hildesheim. Iconografia e iconologia. In: La porta di Bonanno nel Duomo di Pisa e le porte bronzee medioevali europee. Arte e tecnologia, atti del convegno internazionale di studi (Pisa 6 - 8 maggio 1993) 1999. p. 107-121
- Die Christussäule im Dom zu Hildesheim. Bernward, Hildesheim 2000, ISBN 3-89366-502-1.
- Epiphanius von Pavia. Schutzheiliger des Bistums Hildesheim. Bernward, Hildesheim 2000.
- Schule, Bücher und Gelehrsamkeit am Hildesheimer Dom. In: Ulrich Knapp (Hrsg.): Ego sum Hildensemensis. Bischof, Domkapitel und Dom in Hildesheim 815 bis 1810 (= Kataloge des Dom-Museums Hildesheim, Bd. 3). Imhof, Petersberg 2000, ISBN 3-932526-74-0, S. 213–238.
- Bernward of Hildesheim, a case of self-planned sainthood? In: The Invention of Saintliness, ed. Anneke Mulder-Bakker (Routledge Studies in Medieval Religion and Culture) London 2002, p. 145–162.
- Die Etablierung der ersten Hildesheimer Jesuiten im Spiegel ihrer Historia Collegii. In: Jahrbuch Kirchliches Buch- und Bibliothekswesen, Bd. 6 (2005/2006), S. 23–40.
- Bedeutung und Gebrauch der großen Lichterkrone im Hildesheimer Dom. In: Concilium medii aevi, Bd. 12 (2009), S. 43–88.
- Zusammen mit Patricia Engel: Die Reichenauer Handschriften der Dombibliothek Hildesheim und der Herzog August Bibliothek Wolfenbüttel im Vergleich. in: Wolfenbütteler Beiträge 15 (2009), S. 129–178.
- Bischof Bernwards Stiftung St. Michael in Hildesheim. Liturgie und Legende. In: Concilium medii aevi, Bd. 14 (2011), S. 239–287.
- “The Christina of Markyate Psalter”. A modern legend. On the purpose of the St. Albans Psalter. In: Concilium medii aevi, Bd. 17 (2014), S. 21–55.
- Angelici Templi. Kultgeschichtlicher Kontext und Verortung der Hildesheimer Bronzetür. In: Concilium medii aevi, Bd. 18 (2015), S. 81–97.7
- Erzähltes Welterbe. Zwölf Jahrhunderte Hildesheim. Olms, Hildesheim 2015
- Der Tanz im Hildesheimer Dom. In: Concilium medii aevi, Bd. 19 (2016), S. 53–69.
- „Des Sachsenlandes Stern“. Zu einer Königswahl Heinrichs I. in Dinklar bei Hildesheim. In: Concilium medii aevi, Bd. 20 (2017), S. 169–197.
- Schmerz und Freude der Mütter. Zum 2. Stasimon der euripideischen Helena. In: Würzburger Jahrbücher für die Altertumswissenschaft, Bd. 41 (2017), S. 145–180.
- “A book for Avicia?” Der Eremit Roger im Psalter von St. Albans. In: Concilium medii aevi, Bd. 21 (2018), S. 1–52.
- Ein neuer Textfund zu Wolfheres Vita Godehardi posterior. In: Concilium medii aevi, Bd. 23 (2020), S. 23–36.
- Eine unbekannte Überlieferung der Vita Godehardi posterior. In: Concilium medii aevi, Bd. 24 (2021), S. 1–43.
- Klemens von Rom und sein Kult auf der Krim. In: Würzburger Jahrbücher für die Altertumswissenschaft. Band 45, 2021, S. 101–143.
- Das Gedenken an Bischof Godehard in St. Godehard. In: 850 Jahre St. Godehard in Hildesheim. Hrsg. Gerhard Lutz und Angela Weyer (Schriften des Hornemann Instituts 23). Petersberg 2023, S. 75–83.
- Godehards Geheimnisse. Unbekannte Viten-Passagen und ihr Licht auf die Textüberlieferung, in: Bischof Godehard von Hildesheim (1022–1038). Lebenslinien – Reformen – Aktualisierungen (Quellen und Studien zur Geschichte und Kunst im Bistum Hildesheim, 16), hg. von J. Bölling – Th. Scharf-Wrede – M. Suchan, Regensburg 2024, S. 254–275